# Carel Wessel Theodorus van Boetzelaer
Carel Wessel Theodorus baron van Boetzelaer  (De Bilt, 17 juni 1905 – Leusden, 14 mei 1987) was chef-staf inspecteur-generaal bij de Koninklijke Marine, marineattaché in Londen, adjudant en kamerheer van koningin Beatrix.

## Oorlogsjaren
Tijdens de Tweede Wereldoorlog was hij commandant van diverse onderzeeboten, laatstelijk van de K XV, die in 1942 met de K VIX, K VI en K VIII de 3e divisie van het onderzeebootflottielje in Nederlands-Indië vormde, en vanaf 1942 deel uitmaakte van de 4de divisie.
Rangen
- 21-08-1929: Luitenant-ter-zee der 3de klasse
- 21-08-1931: Luitenant-ter-zee der 2de klasse
- 03-04-1941: Luitenant-ter-zee der 1ste klasse, commandant van de K X, K XIII, H VIII, HX en KXV
- 01-01-1955: Kapitein-ter-zee
- 10-12-1958: pensioen

## Na de oorlog
Per 1 januari 1948 werd hij adjudant van de koningin en waarnemend chef-staf inspecteur-generaal bij de Koninklijke Marine.  Begin 1953 werd hij commandant van de Hr. Ms. Tromp en op 1 september 1953 chef-staf inspecteur-generaal bij de Koninklijke Marine.

## Onderscheidingen
- Bronzen Kruis (BK)[2]
- Bronzen Kruis met eervolle vermelding
- Bronzen Leeuw (BL)
- Oorlogsherinneringskruis (OHK)
- Ereteken voor Orde en Vrede (OV)
- Huwelijksmedaille 1966 (H 1966)
- Commandeur van de Royal Victorian Order (RVO)

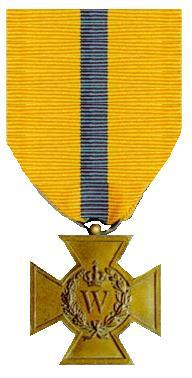
BK
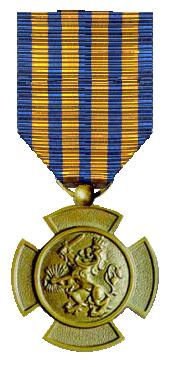
BL
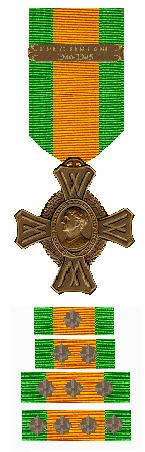
OHK
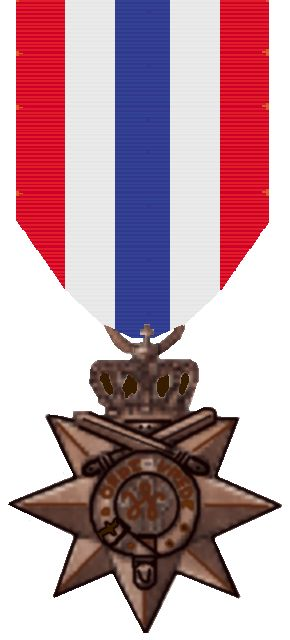
OV
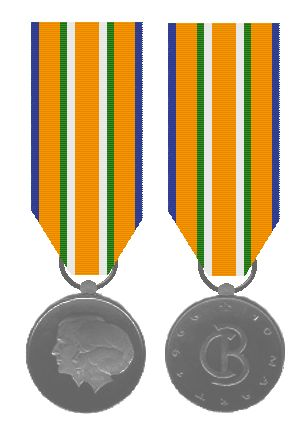
H 1966
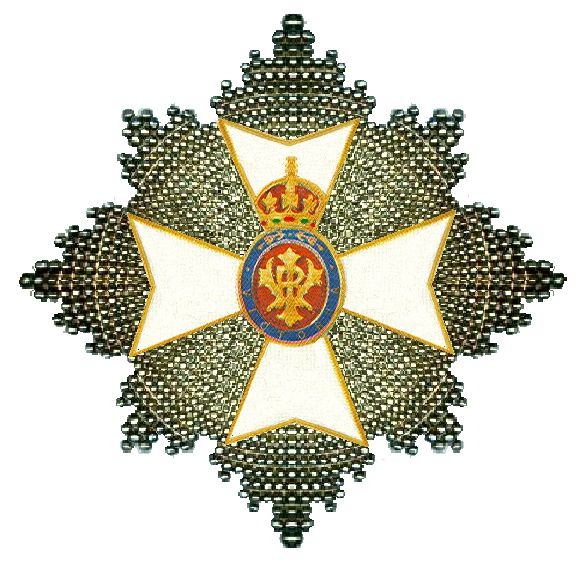
RVO